# Дубовская сельская община (Ивано-Франковская область)
Дубовская сельская общи́на (укр. Дубівська сільська громада) — территориальная община в Калушском районе Ивано-Франковской области Украины.
Административный центр — село Дуба.
Население составляет 6958 человек. Площадь — 91,9 км².

## Населённые пункты
В состав общины входят 11 сёл:
- Ольховка
- Дуба
- Дубшары
- Ивановка
- Князевское
- Лецовка
- Подлесье
- Репное
- Рошняте
- Цинева
- Ясеновец